# Unchain My Heart (piosenka)
„Unchain My Heart” – piosenka napisana przez Bobby’ego Sharpa i nagrana przez Raya Charlesa. Sharp, uzależniony od narkotyków, sprzedał ją gitarzyście Teddy’emu Powellowi za 50 dolarów, który domagał się tym samym połowy praw autorskich. Sharp prowadził jakiś czas później walkę z Powellem o całkowite prawa autorskie, którą ostatecznie wygrał.
Jako pierwszy piosenkę nagrał Otis Williams we wrześniu 1960 roku, którą opublikował dopiero cztery lata później. Utwór stał się kolejnym hitem Charlesa, gdy został wydany jako singel w 1961 roku. Ray przy akompaniamencie The Raelettes śpiewa w niej o tym, iż chciałby się uwolnić od kobiet, jednak te nie pozwalają mu odejść.
W utworze grali członkowie zespołu Charlesa, w tym jego długoletni przyjaciel i współpracownik, saksofonista David „Fathead” Newman.
Piosenka uplasowała się na szczycie amerykańskich zestawień z muzyką popularną oraz R&B.
Tytuł „Unchain My Heart” był roboczą wersją tytułu filmu o życiu Charlesa, Ray.

## Lista utworów
1. „Unchain My Heart”
2. „But on the Other Hand Baby"

## Covery
W 1963 roku doo wopowy zespół The Rivingtons wydał własną wersję „Unchain My Heart” na swoim albumie Doin’ The Bird. w 1994 roku cover utworu nagrała również grupa The Bobs. Piosenka została ponownie spopularyzowana, kiedy Joe Cocker zatytułował swój album z 1987 roku Unchain My Heart. Następnie wydał on reedycję utworu w 1992 roku, która uplasowała się na miejscu #17 w Wielkiej Brytanii. „Unchain My Heart” w wykonaniu Cockera została dodatkowo nielegalnie wykorzystana przez Kongres Australii, by promować podatek od towarów i usług w 2000 roku
W 2012 roku Hugh Laurie w legendarnej wytwórni Ocean Way Studios nagrał własną wersję utworu.
.